# GSC2816-2273
GSC2816-2273 — хімічно пекулярна зоря спектрального класу F3, що має видиму зоряну величину в смузі V приблизно  9,9.